# 에어플레이 (애플)

에어플레이(영어: AirPlay)는 애플이 개발한 프로토콜 스택이다. 이 기능을 통해 아이폰, 아이패드, 아이팟 터치 등의 애플기기에 있는 음악, 영상, 사진과 같은 멀티미디어 컨텐츠를 해당 정보와 함께 무선으로 다른 기기로 스트리밍을 보낼 수 있다. 애플기기와 애플의 소프트웨어간에만 사용이 가능하지만, 스피커 제조업체들을 위해 에어플레이의 음악 수신만을 가능하도록 애플의 인증과정을 통해 라이선싱하고 있다.
애플 TV 6.0버전 부터, 페어플레이 보안기술이 적용되었으며, 이 기술이 적용되지 않는 기기들은 에어플레이 기능을 사용할 수 없다.

## 역사
2004년 7월에 에어튠즈(AirTunes)라는 소프트웨어가 출시되었다.
애플의 CEO 스티브 잡스는 AirTunes 기술을 한 단계 업그레이드 시키면서 이름을 에어플레이(AirPlay)라고 바꾸어 2010년 9월 1일 아이팟 발표장에서 기술을 공개한다. 그리고 다음과 같이 설명한다:
 "그래서, AirPlay가 뭘까요? 여러분은 AirTunes라고 들어봤을 겁니다. 집안 어디에서든지 모바일 기기만 가지고 있으면 음악을 들을 수 있죠" 스티브 잡스가 말했다. "우리는 AirTunes라는 이름을 AirPlay로 바꾸었습니다. 그리고 이제는 음악만 사용가능한 것이 아닙니다. 여러분은 모든 종류의 미디어를 집안 어디서든지 송출할 수 있게 되었습니다."

WWDC 2011에서 스티브 잡스는 Airplay 미러링(Mirroring) 기술을 iOS 5를 출시하면서 같이 공개한다. 그 당시 공개한 AirPlay 미러링 기술은 iPad 2를 별도의 유선연결 없이 무선으로 HDTV에 송출할 수 있었다.

## 구현방식
에어플레이 기기엔 두 종류가 있다: 멀티미디어 콘텐츠를 보내는 기기와 수신한 컨텐츠를 렌더링하여 디스플레이와 스피커로 보내주는 기기로 나뉜다.
에어플레이 송출기기로는 OS X에서 작동하는 아이튠즈 플레이어와, iOS 4.2이상이 구동중인 아이폰, 아이팟, 아이패드와 같은 iOS 구동 기기등이 있다. OS X 마운틴 라이언부터는 에어플레이를 통해서 디스플레이 미러링도 지원한다.

에어플레이 수신기기로는 에어포트 익스프레스 (오디오 출력 단자가 있는 기기에 한함), 애플티비 그리고 써드파티들이 생산하는 스피커등이 있다. 또한 에어플레이 프로토콜을 사용한 오픈소스 프로그램이나 상용 프로그램들이 어떠한 컴퓨터라도 에어플레이를 수신할 수 있도록 해준다.
iOS 4.3과 써드파티 앱들이 등장하면서 에어플레이를 통한 오디오와 비디오 스트림이 가능해졌다. 앱 스토어에 있는 iTunes Remote앱을 통해서 미디어를 조작할 수 있으며, 스트리밍 기기를 선택할 수 있다.
무선인터넷을 활용한 에어플레이기술은 보스나 야마하, 필립스, 마란츠, 비 앤 더블유, Pioneer, 소니, 그리고 데논사등이 제작한 스피커 독이나 AV리시버, 그리고 스테레오 시스템안에 내장되어 있다.

헤드셋이나 스피커 등 A2DP를 지원하는 블루투스 기기들 또한 iOS 기기들과 페어링을 할 시에 에어플레이 수신기능을 담당할 수 있다. 블루투스를 통한 연결은 기기간 직접 연결이기 때문에, 무선인터넷 공유기가 별도로 필요하지 않다.

### 타사 소프트웨어
송신/수신 소프트웨어를 통해 애플기기가 아니더라도 미디어들을 Airplay지원 기기들에게 송출 혹은 송신할 수 있도록 해줄 수 있다:
| 제품이름                 | 송출가능 미디어           | 운영체제 | 공급자                |
| ------------------------ | ------------------------- | --- | --------------------- |
| Airaudio                 | 오디오 , 모든 소스 지원   | 안드로이드 | IsSend Communications |
| AirBuddy                 | 동영상, 사진              | 안드로이드, 구글 TV, 아마존 파이어 TV                                                                                                  | Dipendu Saha          |
| ApowerMirror             | OS X / 윈도 스크린 미러링 | OS X (10.9+), 윈도 (7+), iOS (9.0+), 안드로이드 (5.0+)                                                                                 | Apowersoft            |
| AirFlick                 |                           | OS X | Erica Sadun           |
| Airfoil                  | 오디오                    | OS X, 윈도우 | Rogue Amoeba          |
| AirParrot                | OS X / 윈도 스크린 미러링 | OS X (10.6.8+), 윈도 (XP+) | Squirrels             |
| Airstream                | 동영상, 그림, 오디오      | 크로스 플랫폼 | Christoph Lipautz     |
| Audio\|acacia            | 오디오                    | 윈도 (XP+), OS X (10.6+), iOS (5.0+), 및 안드로이드 (4.4+)                                                                             | Plethra               |
| axStream (formerly oAEP) | 오디오                    | 윈도 |                       |
| Beamer                   | 동영상 , 일반 코덱 지원   | OS X | Tupil                 |
| forked-daapd             | 오디오                    | 리눅스 |                       |
| Open-Airplay             | 그림 (스크린캐스트)       | 크로스 플랫폼 | Open-airplay          |
| Porthole                 | 오디오                    | OS X | Danger Cove           |
| Pulseaudio               | 오디오                    | 리눅스, 대부분의 데스크톱 배포판에 쓰이는 기본 사운드 시스템, 어떠한 오디오 애플리케이션이라도 일부 비 UDP 에어플레이 장치에 허용 지원 |                       |
| qTunes                   | 오디오                    | 자바 | 오픈 소스             |
| raop_play                | 오디오                    | 리눅스 |                       |
| TuneBlade                | 오디오                    | 윈도 | Breakfree audio       |
| WHAALE Multiroom Player  | 오디오                    | iOS (6.0+) | WHAALE                |

| 제품이름                | 송출가능 미디어                                 | 지원 운영체제                                              | 공급자                                                   |
| ----------------------- | ----------------------------------------------- | ---------------------------------------------------------- | -------------------------------------------------------- |
| AirBuddy                | 오디오, 동영상, 사진                            | 안드로이드, 구글 TV, 아마존 파이어 TV                      | Dipendu Saha                                             |
| Aerodrom                | 오디오, 동영상, 사진                            | 마이크로소프트 윈도우, 윈도우 미디어 센터                  | funkyf@ctory development 보관됨 2014-10-06 - 웨이백 머신 |
| Airfoil Speakers        | 오디오                                          | OS X (10.6+), 윈도 (2000+), iOS (4.0+), 안드로이드 (2.3+)  | Rogue Amoeba                                             |
| AirBubble               | 오디오                                          | 안드로이드                                                 | Bubblesoft                                               |
| AirFloat                | 오디오                                          | iOS (앱스토어에서 제거됨)                                  | The Famous Software Company                              |
| AirMediaPlayer          |                                                 | 윈도                                                       | Apostolos Georgiadis                                     |
| AirPlayer               | 동영상                                          |                                                            | Erica Sadun                                              |
| AirReceiver             | 오디오                                          | (자바)                                                     | Florian Pflug                                            |
| AirReceiver(안드로이드) | 오디오, 동영상, 사진, 스크린 미러링             | 안드로이드.                                                | Google Play                                              |
| AirServer               | 오디오, 동영상, 사진, 스크린 미러링             | OS X, 윈도 (윈도의 경우 OS X 보다 기능이 더 제한됨).       | AirServer                                                |
| Airtight                | 오디오, 동영상, 사진                            | 구글 TV                                                    | Google Play                                              |
| 안드로이드 하이파이     | 오디오                                          | 안드로이드 2.2+                                            | Android-HiFi                                             |
| Audio\|acacia           | 오디오                                          | 윈도 (XP+), OS X (10.6+), iOS (5.0+), 및 안드로이드 (4.4+) | Plethra                                                  |
| BananaTV                |                                                 | iOS 5 이상 미지원                                          | 2011년 11월 중단                                         |
| casualShare             | 동영상, 사진                                    | OS X                                                       | Joris Suppers                                            |
| Freebox AirMedia        | 사진, 오디오 및 동영상                          | 프리박스 TV 셋톱 박스 및 브로드밴드 라우터 상의 리눅스     | Free/Iliad                                               |
| Mirroring360            | 오디오, 동영상, 사진, 스크린 미러링             | OS X, 윈도.                                                | Splashtop                                                |
| MythTV                  | 오디오 (with artwork 및 metadata), 동영상, 사진 | 윈도, OS X, 리눅스                                         |                                                          |
| Plex                    | 오디오, 동영상, 사진                            | OS X, 윈도, 리눅스, iOS, 안드로이드                        |                                                          |
| Reflector               | iOS (iPhone 4S+, iPad 2+) 스크린 미러링         | OS X (10.6.8+) 또는 윈도 (XP+)                             | AirSquirrels                                             |
| ShairPort               | 오디오                                          | OS X, 윈도, 리눅스                                         | James Laird                                              |
| Totem Media Player      | 선택적 플러그인                                 | 리눅스                                                     |                                                          |
| TriCaster (XD models)   | 동영상, 사진                                    | (하드웨어)                                                 | 뉴텍                                                     |
| Volumio                 | 오디오 (shairport 경유)                         | ARM 임베디드 하드웨어의 리눅스                             | Volumio                                                  |
| XBMC                    | 오디오, 동영상, 사진                            | 윈도, OS X, 리눅스 iOS, 안드로이드                         |                                                          |
| X-Mirage                | 오디오, 동영상, 사진, 스트리밍, 스크린 미러링   | OS X, 윈도.                                                | X-Mirage                                                 |

## 에어포트
에어플레이 기술은 애플티비(Apple TV)나 에어포트 사용이 가능한 컴퓨터에 설치된 아이튠즈 플레이어를 통해서 에어포트 익스프레스나 애플티비에 연결된 다중의 스테레오 스피커에 송출할 수 있다. (통상 3~6까지 연결이 가능함)
에어포트 익스프레스나 애플티비에 연결된 스피커는 아이폰/아이팟 터치에 설치된 "리모트" 앱을 통해서 선택 및 에어플레이로 가능한 모든 조작이 가능하다.

### 에어플레이 미러링
에어플레이 미러링은 iOS 기기와 iTunes에서 애플 TV로 보내는 AirPlay 송출기술과는 약간 다른 기술이다. AirPlay 미러링 기술은 아직 어떤 통신규약으로 이루어져 있는지 정확하게 밝혀지거나 역설계되지 않았다. 하지만 AirPlay 통신규약에 대한 설명은 어느정도 되어있는 상태이다. AirPlay 미러링을 지원하는 장치는 아이맥 (2012 Mid 혹은 최신제품), 맥 미니(2012 Mid 혹은 최신제품), 맥북에어 (2011 Mid 혹은 최신제품), 맥북프로(2011 Early 혹은 최신제품), 애플 TV (2세대 혹은 최신제품), 아이폰 (4S 혹은 최신제품), 아이패드 (2 혹은 최신제품), 아이패드 미니 (1 혹은 최신제품), 그리고 아이팟 터치 5세대가 있다.

### 에어튠즈와 에어플레이 역설계
에어튠즈(AirTunes)로 알려진 통신규악은 2004년에 욘 레크 요한센에 의해 역설계되었다.
2011년 4월 8일, 제임스 레너드는 다시 한 번 이 기술을 역설계하여, 애플의 에어포트 익스프레스에서 사용하는 개인키로 에어플레이(AirPlay) 오디오 스트리밍 수신을 해독할 수 있게 했다. 이 개인키의 공개는 써드파티 소프트웨어와 기기들이 공개된 키를 변형하여 에어플레이 스트리밍을 해독하거나 재생할 수 있도록 했다. 레어드는 에어플레이 스트리밍이 수신가능하다는 것을 증명하기 위하여, 오디오 스트리밍을 수신할 수 있는 ShairPort(샤이르 포트)를 공개했다.

## 같이 보기
- WiDi
- 미라캐스트